# Marc Dollendorf
Marc Dollendorf (Sankt Vith, 7 februari 1966) is een voormalige Belgische hordeloper. Hij werd meervoudig Belgisch kampioen op de 400 m horden en was Belgische recordhouder. Hij nam eenmaal deel aan de Olympische Spelen, in 1996, maar veroverde bij deze gelegenheid geen medailles.

## Belgische kampioenschappen
| onderdeel    | jaar |
| ------------ | ---- |
| 400 m        | 1993 |
| 400 m horden | 1995 |

## Persoonlijke records
| Onderdeel    | Prestatie       | Datum        | Plaats    |
| ------------ | --------------- | ------------ | --------- |
| 400 m        | 46,47 s         | 8 juli 1996  | Dudelange |
| 400 m horden | 48,91 s (ex-NR) | 31 juli 1996 | Atlanta   |

## Palmares

### 400 m
- 1993  BK AC - 47,29 s
- 1996  BK AC - 47,83 s

### 400 m horden
- 1987  BK AC - 52,91 s
- 1988  BK AC - 50,19 s
- 1990 7e reeksen EK in Split - 51,6 s
- 1991  BK AC - 50,85 s
- 1991 7e reeksen WK in Tokio - 51,45 s
- 1993 6e ½ fin. WK in Stuttgart - 49,93 s
- 1994 5e Herculis in Monaco - 49,34 s (NR)
- 1994 6e ½ fin. EK in Helsinki - 49,34 s (NR)
- 1994 6e Memorial Van Damme in Brussel - 49,23 s (NR)
- 1994 5e Weltklasse in Keulen - 49,05 s (NR)
- 1995  BK AC - 49,89 s
- 1995 3e reeksen WK in |Göteborg - 50,47 s
- 1996 8e ½ fin. OS in Atlanta - 48,91 s (NR)
- 1997 4e reeksen WK in Athene - 49,66 s